# Siegfried Schulze (Versicherungsrechtler)
Hermann Siegfried Schulze (* 2. April 1925 in Schmannewitz; † 10. April 2013 in Leipzig) war ein deutscher Rechtsanwalt und Hochschullehrer für Versicherungsrecht an der Martin-Luther-Universität Halle-Wittenberg.

## Leben und Wirken

### Von der Geburt bis zum Kriegsende
Schulze wurde als Sohn des Lebensmittelhändlers Hermann Schulze und dessen Frau Anna geboren.
Von 1931 bis 1938 besuchte er die Volksschule in Schmannewitz und anschließend die damalige Oberschule mit Realschulzug in Oschatz. Im Zweiten Weltkrieg wurde er 1943 zur Wehrmacht eingezogen und verließ deshalb die Oberschule mit dem Reifeattest. Der Abiturjahrgang 1943 wurde zuvor bei einem Besuch des Oschatzer Flugplatzes im Jahre 1940 fotografiert.
Er geriet 1945 in sowjetische Kriegsgefangenschaft und wurde 1948 entlassen, nachdem er zuletzt als Hauer im Steinkohlenbergbau eingesetzt wurde. Als Kriegsgefangener wurde er zudem als Maurer und Tiefbauarbeiter beschäftigt.

### Wissenschaftliche Tätigkeit
Von 1962 bis 1967 studierte Schulze an der Deutschen Akademie für Staats- und Rechtswissenschaft „Walter Ulbricht“ in Potsdam-Babelsberg und der Humboldt-Universität zu Berlin sowie an der Juristischen Fakultät der Universität Halle.
Mit Beendigung des Studiums wurde er 1967 Diplom-Jurist. In seiner Diplomarbeit behandelte er juristische Möglichkeiten aus damaliger DDR-Sicht, um „Eingriffe(n) auf die Vermögensinteressen der DDR“ durch die Bundesrepublik, insbesondere durch das Rechtsträger-Abwicklungsgesetz aus dem Jahre 1965, zu begegnen. Dieses Bundesgesetz diente der Abwicklung bestimmter Körperschaften, Anstalten und Stiftungen des öffentlichen Rechts bzw. von öffentlichen Rechtsträgern, die vor dem 9. Mai 1945 errichtet worden waren.
Anschließend wurde Schulze wissenschaftlicher Aspirant der Juristischen Fakultät der Universität Halle für die „Fachrichtung Internationales Finanz- und Wirtschaftsrecht“ und später zum Oberassistenten ernannt. Schulze lieferte 1970 seine Promotion A zum Thema Internationalrechtliche Probleme der Personen-, Sach- und Haftpflichtversicherung in beiden deutschen Staaten ab und 1977 die Promotion B zu Rechtsproblemen der Gestaltung des Versicherungsschutzes für Bau- und Montagerisiken beim Import von Industrieanlagen aus dem nichtsozialistischen Ausland.
Im Jahre 1978 wurde Schulze zum Dozenten für das Fachgebiet „Versicherungsrecht der DDR und internationales Versicherungsrecht“ an der Universität Halle berufen. In seinem juristischen Wissenschaftsbereich der Martin-Luther-Universität wurden „Probleme der juristischen Ausgestaltung“ der inner- und intersystemischen Wirtschafts-, Finanz- und Wirtschaftsbeziehungen arbeitsteilig erforscht. Schulze war damit der einzige Professor für Versicherungsrecht in der DDR. Zugleich war er Schiedsrichter an der am 14. November 1952 in Ost-Berlin gegründeten Kammer für Außenhandel (KfA). Nach der friedlichen Revolution in der DDR erläuterte Schulze 1990 das Versicherungsrecht und das Versicherungswesen der DDR auf zwei Tagungen in Köln und Hamburg; außerdem organisierte er eine Tagung zum Versicherungsaufsichtsrecht in Leipzig.

### Rechtsanwalt
Infolge der „politischen Wende“ und des danach erfolgten Abwicklungsbeschlusses betreffend den gesamten Lehrkörper der hallischen Juristenfakultät begann auch für den im Rentenalter stehenden Schulze eine neue Existenz, indem er bis 1998 als Rechtsanwalt an seinem Wohnort in Leipzig tätig war. Parallel war er weiter als Referent auf versicherungsrechtlichen Tagungen und als Autor tätig.

## Politisches Engagement
Nach der Rückkehr aus der Kriegsgefangenschaft hatte sich Schulze der Ost-CDU angeschlossen. In dieser Blockpartei wie auch im Staatsapparat übte er verschiedene Funktionen in der Sowjetischen Besatzungszone (SBZ) bzw. in der DDR aus. Beispielsweise war er einer der Stellvertreter des Vorsitzenden des Rates des Kreises Borna. Von seiner hauptamtlichen, politischen Funktion als Sekretär des Bezirksverbandes der CDU Leipzig unter dem Vorsitzenden des Bezirksvorstandes Fritz-Karl Bartnig wurde er im zweiten Halbjahr 1962 abberufen. Allerdings wirkte Schulze an seinem Wohnort weiter ehrenamtlich als Mitglied des Bezirksuntersuchungsausschusses des Leipziger Bezirksverbandes der CDU und blieb auch Schulungsreferent im Kreisverband Leipzig.
Schulze war seit 1987 (ehrenamtlicher) Vorsitzender des Zentralen Untersuchungsausschusses der Ost-CDU. Zugleich war er Mitglied des Bezirksvorstandes, unter dem Vorsitzenden des Bezirksvorstandes des Hauptvorstandes sowie später auch des Partei-Präsidiums. Ab November 1989 untersuchte Schulze als Vorsitzender des Zentralen Untersuchungsausschuss das Finanzgebaren des ehemaligen Parteivorsitzenden Gerald Götting und stellte „persönliche Bereicherung und Amtsanmaßung“ fest.

## Freizeittätigkeiten
In seiner Freizeit widmete Schulze sich der Medaillenkunst und der Modelleisenbahn.

## Auszeichnungen (Auswahl)
Für seine beruflichen Leistungen zu DDR-Zeiten und ehrenamtliche Tätigkeit wurde Schulze mehrmals ausgezeichnet:
- Ernst-Moritz-Arndt-Medaille der Nationalen Front, 1963[31]
- Otto-Nuschke-Ehrenzeichen, 1971[32]
- Vaterländischer Verdienstorden in Silber, 1985; in Bronze 1979 als wissenschaftlicher Oberassistent[33][34]

## Veröffentlichungen (Auswahl)
- Internationalrechtliche Probleme der Personen-, Sach- und Haftpflichtversicherung in beiden deutschen Staaten. Universität Halle, 1970[35], Erstgutachter: Hans Spiller, Zweitgutachter: Harald Schmidt (* 1929). Tag der Promotion 17. Dezember 1970[36]
- Rechtsprobleme der Gestaltung des Versicherungsschutzes für Bau- und Montagerisiken beim Import von Industrieanlagen aus dem nichtsozialistischen Ausland Universität Halle, 1977[37], Tag der Promotion (B) 28. Juni 1977[38]

- Versicherungsrecht. Textausgabe der Rechtsformen und Vertragsbedingungen für die Sach-, Haftpflicht- und Personenversicherungen in der DDR, 1970[39]
- Die rechtliche Regelung der Versicherung von Seeschiffen in der Deutschen Demokratischen Republik, der Bundesrepublik Deutschland und in Großbritannien.[40]
- Rechtsprobleme der Versicherung von Risiken der volkseigenen Wirtschaft.[41]
- Die Versicherung von Warenexporten und Warenimporten nach dem Recht der DDR.[42]
- Die Versicherung von Bau- und Montagerisiken im internationalen Wirtschaftsrecht nach dem Versicherungsrecht der DDR.[43]
- Versicherungsrecht. Textausgabe der Rechtsnorm und Vertragsbedingungen für die Sach-, Haftpflicht- und Personenversicherungen in der Deutschen Demokratischen Republik mit Anmerkungen und Sachregister.[44]
- Entwicklungslinien im Versicherungswesen der DDR.[45]
- 45 Jahre Versicherungswesen und Versicherungsrecht in der sowjetischen Besatzungszone und der DDR.[46]
- Haftpflichtversicherung – eine neue Form in den neuen Bundesländern.[47]
- Digitalisat der SUB Universität Hamburg: Die Entwicklung des Versicherungswesens und des Versicherungsrechts in der Sowjetischen Besatzungszone und in der Deutschen Demokratischen Republik. 1994, ISBN 978-3-96329-118-0.